# Blăgești (Vaslui)
Pour les articles homonymes, voir Blăgești.
Blăgești est une commune roumaine située dans le județ de Vaslui.